# Sandart
Sandart (Sander lucioperca eller Stizostedion lucioperca) er en gråbrun rovfisk i familie med aborren.
Sandarten kan blive op til 1 m og veje over 10 kg. Den største danske lystfiskerfangede sandart blev fanget i Haraldsted Sø den 15. november 1978 og vejede 11 kg.
Den er udsat i en række danske søer og er en yndet spisefisk.